# Adriano Mazzoletti
Adriano Emilio Mazzoletti (Genova, 19 giugno 1935 – Roma, 18 giugno 2023) è stato un giornalista, scrittore, conduttore radiofonico e produttore discografico italiano.
Viene considerato uno dei padri della diffusione della musica jazz in Italia.

## Biografia

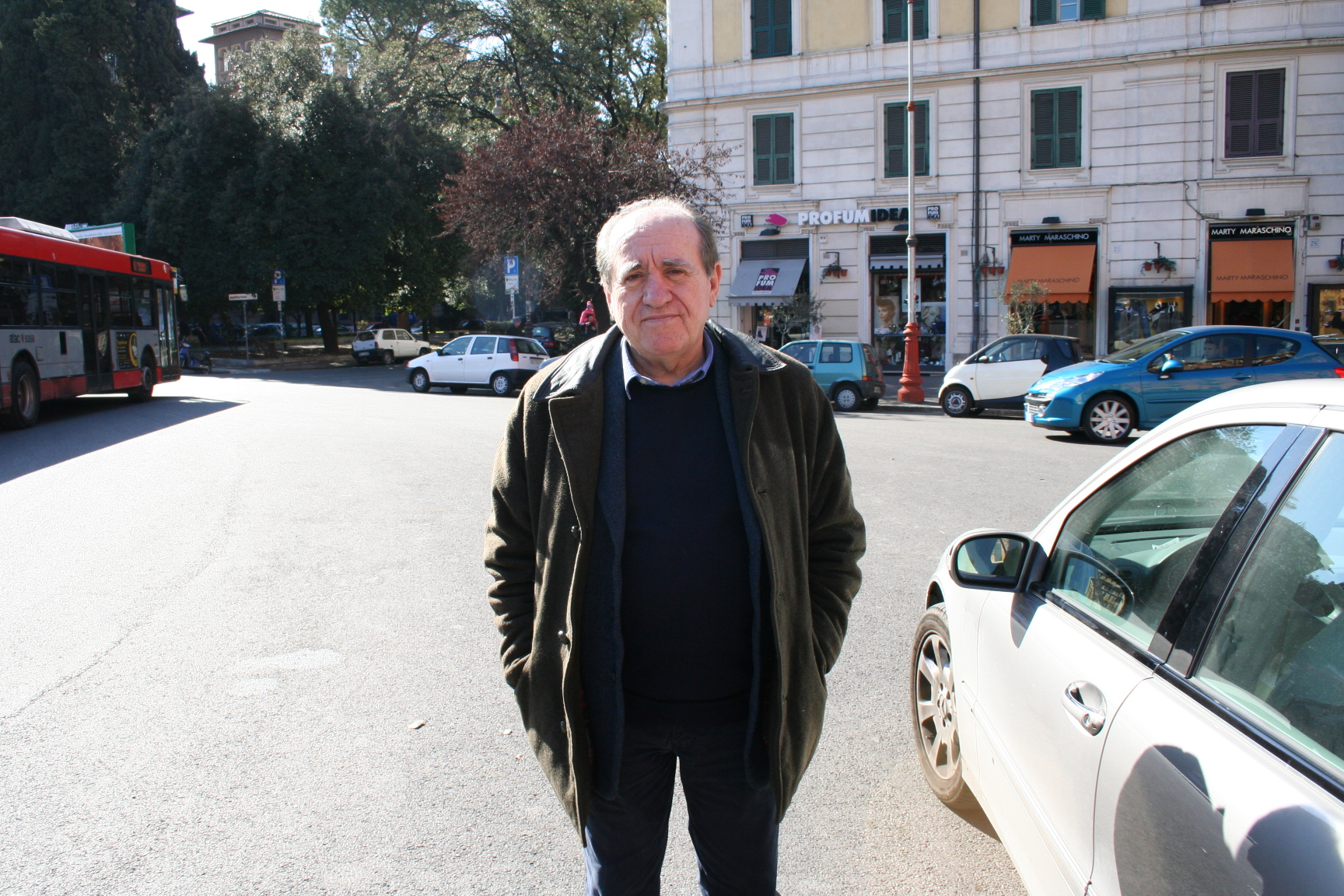
Adriano Mazzoletti nel 2008

Fu assunto come conduttore alla Rai nel 1957, per presentare il programma L'angolo del jazz: il jazz era infatti la sua passione da sempre. Nel corso degli anni riuscì a recuperare moltissime incisioni di jazz italiano degli anni '10, '20 e '30, costruendo un vero e proprio archivio sonoro che gli consentì di pubblicare, qualche anno dopo, Quarant'anni di jazz in Italia, il primo di una serie di volumi di storia del jazz italiano, che vinse il Premio della Critica Discografica.
Nel 1960 fu tra gli autori del Dizionario del jazz, di cui curò in particolare l'appendice discografica.
Condusse poi negli anni '60 altri programmi radiofonici, tra cui Rotocalco musicale, Disc-Jockey e Jazz concerto; nel 1968 fu l'ideatore di Svegliati e canta, programma mattutino in diretta con presentazione di cantanti di musica leggera che apriva la programmazione del Secondo Programma Radio Rai dalle 6 alle 8. Dal 3 maggio 1970 all'11 luglio 1976 sempre sul Secondo Programma (poi Radiodue)  condusse "Il mattiniere" programma nato sulla falsariga di "Svegliati e canta" sempre dalle 6 alle 8 con musica, dialogo e quant'altro per accompagnare il risveglio degli italiani ma con un'innovazione relativa allo stile ed al contenuto della conduzione: le discussioni dello speaker di turno in diretta non avevano carattere tematico come succedeva nella programmazione Rai dell'epoca ma vertevano sugli argomenti più disparati. La trasmissione ebbe grande successo (circa tre milioni di ascoltatori al giorno), Adriano Mazzoletti la presento' per lunghi periodi alternandosi con Giancarlo Guardabassi, Federica Taddei e una miriade di personaggi dello spettacolo per tutti gli anni di programmazione.
Negli anni '70 fu autore di  Adesso musica, programma televisivo del venerdì sera condotto dal 1972 al 1976 da Vanna Brosio e Nino Fuscagni. 
Dal 3 ottobre 1976 al 12 aprile 1980 su Radiouno presento' per i primi anni "Stanotte, stamane" programma contenitore del primo mattino in onda anch'esso quotidianamente dopo il segnale orario delle 6 e fino alle 8 (diviso in due parti) che forniva agli ascoltatori mattinieri attualità, indicazioni, controindicazioni, curiosità e cultura con tanta musica.
Negli anni '80 come funzionario di Radio 1 della RAI curò diversi programmi di jazz. Tra questi il più importante fu senza dubbio Professione Jazz, originali radiofonici sulla vita dei grandi del jazz come Mezz Mezzrow, Bix Beiderbecke, Benny Goodmann, Louis Armstrong, Jelly Roll Morton. I testi dell'intera trasmissione, durata per due stagioni consecutive, erano di Marco Di Tillo e Serena Dandini.
Per trent'anni fece parte della direzione dell'Uer (Unione Europea di Radiodiffusione), come vicepresidente e poi presidente del Dipartimento jazz e musica leggera.
Nel 1982 fu direttore editoriale della Grande Enciclopedia del Jazz pubblicata dalla Armando Curcio Editore, con cui ebbe l'occasione di ristampare nei 33 giri allegati ai fascicoli molte esecuzioni introvabili; sempre nello stesso anno scrisse il libretto allegato al disco antologico di Franco Battiato SuperStar.
Nel 1993 e 1994 si occupò della direzione artistica del festival Fano Jazz by the Sea.
Pubblicò vari volumi monografici sul jazz, tra cui uno dei più importanti è Eddie Lang - Stringin' The Blues, che ha fatto conoscere in Italia il chitarrista italo-americano Eddie Lang contribuendo alla nascita dell'Eddie Lang Jazz Festival; collaborò inoltre con la casa editrice EDT di Torino per varie pubblicazioni.
A partire dalla fine degli anni '90 creò, coadiuvato dalla moglie Anna Maria Pivato, la Riviera Jazz Records, che ristampò in digitale artisti degli albori del jazz italiano, pubblicando quindi cd di musicisti come Michele Ortuso, Gorni Kramer, Pippo Starnazza e Tullio Mobiglia.
Nel 2008 fece uscire il volume Lelio Luttazzi - Il giovanotto matto, allegato all'omonimo DVD curato da Pupi Avati e dedicato al noto musicista triestino Lelio Luttazzi, che aveva anche sostituito in un paio di occasioni nella conduzione della Hit Parade radiofonica.
Mazzoletti è morto il 18 giugno 2023, alla vigilia dell'88º compleanno.

## Opere
- 1965: Quarant'anni di jazz in Italia, edizioni Ricordi, Milano
- 1983: Jazz in Italia: Dalle origini al dopoguerra, Laterza, Bari ISBN 978-8842022435
- 1997: Eddie Lang - Stringin' The Blues, Editoriale Pantheon, Roma ISBN 978-8874340033
- 2004: Il jazz in Italia - Vol. 1: dalle origini alle grandi orchestre, Ed. EDT, Torino ISBN 978-8870637045
- 2008: Lelio Luttazzi - Il giovanotto matto, Ed. Rai Trade, Roma; allegato all'omonimo DVD curato da Pupi Avati
- 2010: Il jazz in Italia - Vol. 2: dallo swing agli anni sessanta, Ed. EDT, Torino ISBN 978-8860403834
- 2011: L'Italia del jazz, Mastruzzi editore, Roma - Libro fotografico